# Tennman Records
Tennman Records is een Amerikaanse platenmaatschappij, die is opgericht als een joint venture tussen Justin Timberlake en Interscope Records.

## Geschiedenis
Tennman Records is opgericht op 28 mei 2007. Justin Timberlake heeft de rol van bestuursvoorzitter en creatieve leiding. Esmée Denters was de eerste artiest die tekende bij de nieuwe platenmaatschappij.

## Artiesten
- Matt Morris
- Free Sol
- Brenda Radney

Esmée Denters is sinds 2012 ontbonden van Tennman Records om redenen die onduidelijk blijven.